# R (metro de Nueva York)
La R Broadway Local (línea R local Broadway) es un servicio del metro de la ciudad de Nueva York. Los letreros que indican las rutas están en color amarillo (ya sea en la parte frontal y/o lateral, dependiendo de los equipos utilizados), en los letreros de las estaciones y los mapas del metro de la ciudad de Nueva York, ya que representa el servicio que provee la línea Broadway en Manhattan. Normalmente el servicio que opera desde la avenida 71 en Forest Hills, Queens, hasta la calle 95 en Bay Ridge, Brooklyn como local. El servicio R es el único de varios servicios que tienen dos o más estaciones con el mismo nombre (el otro servicio es la B); que opera en dos estaciones con el nombre "calle 36" (una en Queens en la línea Queens Boulevard y la otra en Brooklyn en la línea de la Cuarta Avenida).  Además, el servicio R es la línea más larga del sistema de metro de la ciudad de Nueva York sin una sección elevada, aunque hay una pequeña que sobre sale un poco del nivel de la calle entre la calle 59 y la avenida Bay Ridge en Brooklyn cuando las líneas pasan sobre un valle con las iniciales de las vías de Bay Ridge L.I.R.R. Bay Ridge.
La flota del servicio R consiste principalmente en vagones modelo R46, pero ocasionalmente se ven otros vagones R160.
El servicio R emplea las siguientes líneas:
| Línea                                                                   | Vías  | Cuando                                                              |
| ----------------------------------------------------------------------- | ----- | ------------------------------------------------------------------- |
| Línea Queens Boulevard desde Forest Hills–Avenida 71 hacia Queens Plaza | local | siempre pero de noche                                               |
| Conexión en el túnel de la calle 60                                     | N/D   | siempre excepto de noche                                            |
| Túnel de la calle 60                                                    | local | siempre excepto de noche                                            |
| Línea Broadway                                                          | local | siempre excepto de noche (al norte de Whitehall Street–South Ferry) |
| Túnel de la calle Montague                                              | N/D   | siempre                                                             |
| Línea de la Cuarta Avenida hacia la calle 36                            | local | siempre                                                             |
| Línea de la Cuarta Avenida desde la calle 36 hasta Bay Ridge–Calle 95   | local | siempre                                                             |

## Historia

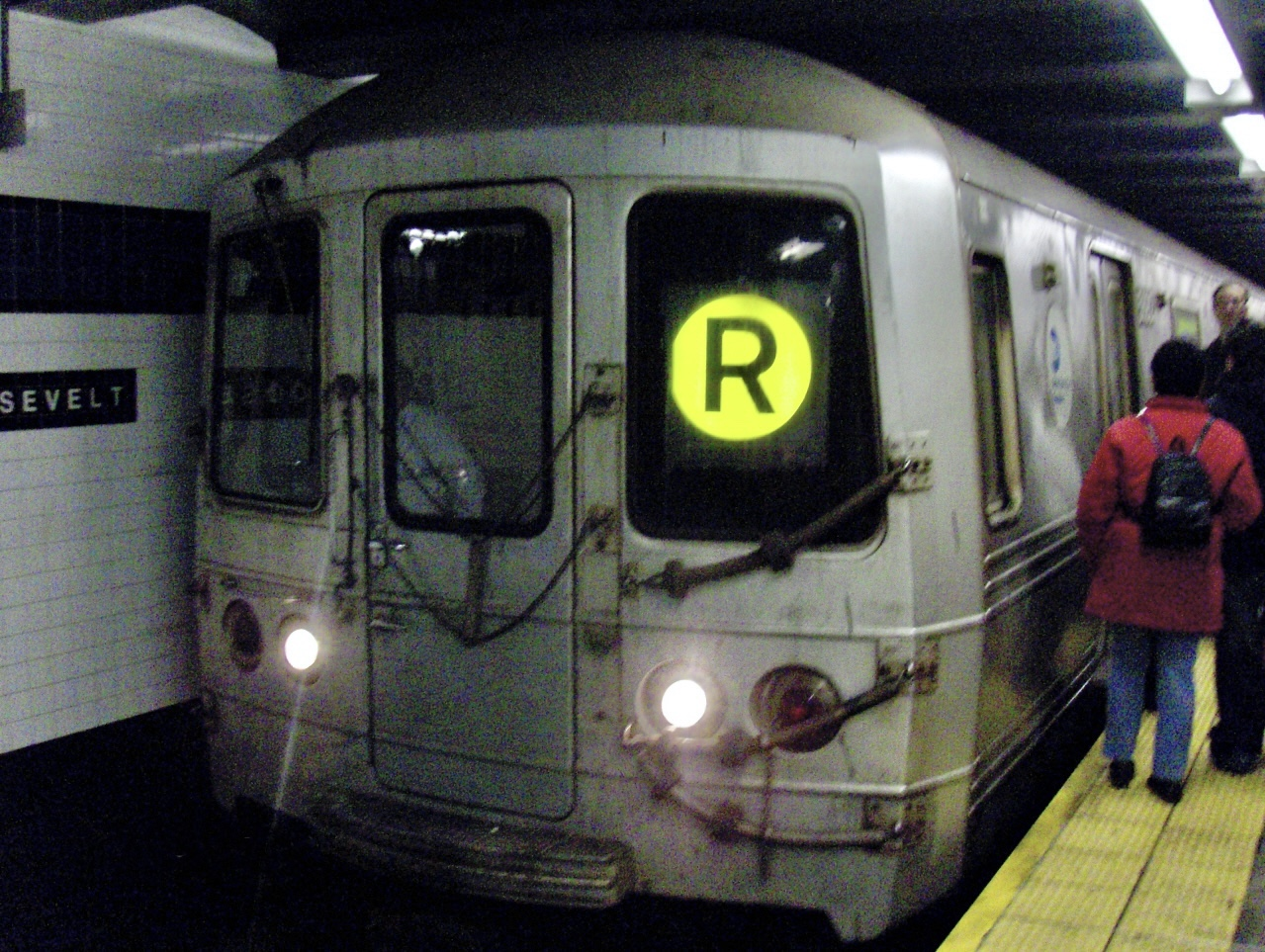
Tren modelo R46 del servicio R en la Avenida Roosevelt

La línea que después se convirtió en la línea R fue la BMT 2. Cuando empezó a operar el 15 de enero de 1916, operaba entre la calle Chambers en la línea de la Calle Nassau y la calle 86, usando el  puente de Manhattan para cruzar el río Este. El servicio en la línea Broadway (que funcionaba solo en la calle Whitehall y el Times Square) empezó exactamente dos años después. El túnel de la calle Montague abrió el 1 de octubre de 1920, y a esa fecha empezó a tomar su forma actual, operando como ruta local en la plaza Queensboro hasta la calle 86. La estación Bay Ridge–Calle 95 abrió el 31 de octubre de 1925. Durante este tiempo, los servicios especiales en horas pico hacia la calle Chambers fueron añadidos y después removidos, solo para ser añadida de nuevo. A esa fecha, incluyendo 1931, servicios adicionales de mediodía empezaron a operar localmente entre la calle 57 y la calle Whitehall–South Ferry. El servicio 2 también usaba Nassau Street Loop durante las horas pico, entrando hacia Manhattan vía el puente de Manhattan o el tunen de la calle Montague.
El 17 de octubre de 1949, las plataformas en la lInea Astoria había sido cortada, y el shuttle de la avenida Astria había sido reemplazado con el servicio de la línea de la Cuarta Avenida. El 1 de enero de 1961, la terminal del extremo norte fue cambiada de lugar hasta su locación actual en Forest Hills–Avenida 71, vía la conexión del túnel de la calle 60. El 29 de junio de 1950, trenes en servicios especiales de horas pico empezaron a operar entre la calle 95 y la calle Chambers via el extremo sur del puente de Manhattan y/o al túnel de la calle Montague. Este servicio fue suspendido dos años después.
En el invierno de 1960–61, las letras empezaron a aparecer como RR, conocida como "Fourth Avenue Local via Tunnel", desde Forest Hills–Avemoda 71 hacia Bay Ridge–Calle 95, como el servicio actual R. El 27 de noviembre de 1967, el día después de la apertura de la de la conexión en la calle Chrystie, el servicio RR movido otra vez hacia Ditmars Boulevard–Astoria en la línea Astoria. El servicio(EE empezó a operar en la calle Whitehall–South Ferry y usO la antigua ruta de la avenida 71). El servicio especial de la calle Nassau furon desde la ruta de la calle 95a la calle 168 en  Jamaica como el servicio RJ. Bajo el primer esquema de color, el servicio RR fue coloreado en verde y la RJ en rojo.
El servicio RJ solo duró unos pocos meses después que fuese cortado hacia la calle Chambers y renombrado como un servicio adicional RR durante las horas pico en vías congestionadas. En mayo de 1986,  cuando las dobles letras fueron eliminadas, el servicio RR se convirtió en el servicio R. El servicio R fue asignado al color amarillo (porque ese era el color de la línea Broadway), y el servicio especial de horas pico en la calle Chambers fue marrón (usando la línea de la calle Nassau).
El 24 de mayo de 1987, las terminales del extremo norte de los servicios N y R fueron intercambiadas, llevando el servicio R a la línea Boulevard Queens hacia Forest Hills–Avenida 71. El cambio fue hecho para dar acceso al servicio R para que tuviese más facilidades al taller de reparación. en Jamaica Yard.
Cuando la línea de la Avenida Archer abrió el 11 de diciembre de 1988, el servicio E fue cambiado de ruta a lo largo del Jamaica Center–Parsons Boulevard, y la R fue extendida para reemplazar al servicio E en la calle 179. En ese tiempo, el servicio especial de horas pico hacia la calle Chambers fue removido. La extensión hacia Jamaica duró muy poco, y el servicio R fue puesto otra vez en funcionamiento en el otoño del 92 hasta la Avenida Continental 71 en favor a una extensión del servicio F, que operaba como ruta expresa al oeste de la avenida 71.
El 30 de septiembre de 1990, el servicio nocturno de la línea R se convirtió en un shuttle entre la calle 36 y la calle 95 en Brooklyn. A finales de la de cada de los 90s, los trenes del servicio nocturno con dirección norte empezaron a saltearse las paradas de las estaciones de la calle 53 y la calle 45. El servicio nocturno fue extendido a la estación Whitehall Street-South Ferry en Manhattan en el 5 de noviembre de 2016.
El 11 de septiembre de 2001, después de los ataques al World Trade Center, el servicio de la línea Broadway fue dañado gravemente, y el servicio R fue cortado para que operara solamente al sur de la calle Court. El 17 de septiembre, el servicio R fue totalmente suspendido, y reemplazado con el servicio J en Brooklyn y el servicio Q en Manhattan y Queens . Todas las líneas regresaron a operar normalmente el 28 de octubre.
El 8 de septiembre de 2002, Coney Island–Avenida Stillwell fue cerrada para su construcción. Los servicios nocturnos de la línea R fue extendido hacia la calle Pacific, operando como ruta expresa en esa estación y la calle 36. El servicio fue cortado de nuevo cuando el extremo norte del puente de Manhattan reabrió el 22 de febrero de 2004.

## Estaciones
Para una lista más detallada sobre las estaciones, vea las líneas del artículo de arriba.
| Leyenda de la estación de servicio                       | Leyenda de la estación de servicio                       |
| -------------------------------------------------------- | -------------------------------------------------------- |
| Hace paradas todo el tiempo                              | Paradas todo el tiempo                                   |
| Hace paradas todo el tiempo                              | Paradas todo el tiempo excepto a altas horas de la noche |
| Hace paradas sólo en la noche                            | Paradas sólo en la noche                                 |
| Hace paradas en las noches y días de semanas             | Paradas sólo en la noche y fin de semanas                |
| Hace paradas sólo los días de semana                     | Paradas en días de semana                                |
| Hace paradas sólo en horas pico                          | Paradas sólo en horas pico                               |
| Hace paradas en horas pico en direcciones congestionadas | Paradas horas pico o vías congestionadas                 |
| Estación cerrada                                         | Estación cerrada                                         |
| Detalles del periodo de tiempo                           |                                                          |

| R service                   | Estación                                     | Acceso para discapacitados | Transferencias | Conexiones y notas                                                                           |
| --------------------------- | -------------------------------------------- | -------------------------- | --- | -------------------------------------------------------------------------------------------- |
| Queens                      |                                              |                            | |                                                                                              |
| Hace paradas todo el tiempo | Forest Hills–71st Avenue/Continental Avenues |                            | E F M | LIRR Main Line en Forest Hills                                                               |
| Hace paradas todo el tiempo | 67th Avenue                                  |                            | M |                                                                                              |
| Hace paradas todo el tiempo | 63rd Drive–Rego Park                         |                            | M |                                                                                              |
| Hace paradas todo el tiempo | Woodhaven Boulevard-Slattery Plaza           |                            | M |                                                                                              |
| Hace paradas todo el tiempo | Grand Avenue–Newtown                         |                            | M |                                                                                              |
| Hace paradas todo el tiempo | Elmhurst Avenue                              |                            | M |                                                                                              |
| Hace paradas todo el tiempo | Jackson Heights-Roosevelt Avenue             | Acceso para discapacitados | E F M 7 (IRT Flushing Line) | Bus Q33 hacia el Aeropuerto LaGuardia Bus Q47 hacia la Terminal Aérea de la Marina LaGuardia |
| Hace paradas todo el tiempo | 65th Street                                  |                            | M |                                                                                              |
| Hace paradas todo el tiempo | Northern Boulevard                           |                            | M |                                                                                              |
| Hace paradas todo el tiempo | 46th Street                                  |                            | M |                                                                                              |
| Hace paradas todo el tiempo | Steinway Street                              |                            | M |                                                                                              |
| Hace paradas todo el tiempo | 36th Street                                  |                            | M |                                                                                              |
| Hace paradas todo el tiempo | Queens Plaza                                 | Acceso para discapacitados | E M |                                                                                              |
|                             | Manhattan                                    |                            | |                                                                                              |
| Hace paradas todo el tiempo | Lexington Avenue-59th Street                 |                            | N Q W 4 5 6 <6> (IRT Lexington Avenue Line) F (IND 63rd Street Line en Lexington Avenue; Transferencia solo con la MetroCard)                      | Roosevelt Island Tramway                                                                     |
| Hace paradas todo el tiempo | Fifth Avenue-59th Street                     |                            | N Q W |                                                                                              |
| Hace paradas todo el tiempo | Midtown-57th Street/7th Avenue               |                            | N Q W |                                                                                              |
| Hace paradas todo el tiempo | 49th Street                                  | Acceso para discapacitados | N Q | La estación tiene accesibilidad para discapacitados en dirección norte solamente             |
| Hace paradas todo el tiempo | Times Square–42nd Street                     | Acceso para discapacitados | N Q W 1 2 3 (IRT Broadway–Seventh Avenue Line) 7 <7> (IRT Flushing Line) A C E (IND Eighth Avenue Line en 42nd Street–Port Authority Bus Terminal) | Port Authority Bus Terminal                                                                  |
| Hace paradas todo el tiempo | 34th Street-Herald Square                    | Acceso para discapacitados | N Q W B D F M (IND Sixth Avenue Line) | PATH en 33rd Street Amtrak, LIRR, NJ Transit en la estación Pennsylvania                     |
| Hace paradas todo el tiempo | 28th Street                                  |                            | N W |                                                                                              |
| Hace paradas todo el tiempo | 23rd Street                                  |                            | N W |                                                                                              |
| Hace paradas todo el tiempo | 14th Street–Union Square                     | Acceso para discapacitados | N Q W L (BMT Canarsie Line) 4 5 6 <6> (IRT Lexington Avenue Line)                                                                                  |                                                                                              |
| Hace paradas todo el tiempo | Eighth Street                                |                            | N W |                                                                                              |
| Hace paradas todo el tiempo | Prince Street                                |                            | N W |                                                                                              |
| Hace paradas todo el tiempo | Canal Street                                 |                            | N Q W 6 <6> (IRT Lexington Avenue Line) J Z (BMT Nassau Street Line)                                                                               |                                                                                              |
| Hace paradas todo el tiempo | City Hall                                    |                            | N W |                                                                                              |
| Hace paradas todo el tiempo | Cortlandt Street-World Trade Center          |                            | N W |                                                                                              |
| Hace paradas todo el tiempo | Rector Street                                |                            | N W |                                                                                              |
| Hace paradas todo el tiempo | Whitehall Street–South Ferry                 |                            | N W 1 (IRT Broadway–Seventh Avenue Line) | Staten Island Ferry en South Ferry                                                           |
| Brooklyn                    |                                              |                            | |                                                                                              |
| Hace paradas todo el tiempo | Court Street-Borough Hall                    |                            | 2 3 (IRT Broadway–Seventh Avenue Line) 4 5 (IRT Eastern Parkway Line)                                                                              |                                                                                              |
| Hace paradas todo el tiempo | Jay Street–MetroTech                         |                            | N |                                                                                              |
| Hace paradas todo el tiempo | DeKalb Avenue                                | Acceso para discapacitados | D N B Q (BMT Brighton Line) |                                                                                              |
| Hace paradas todo el tiempo | Atlantic Avenue–Pacific Street               | Acceso para discapacitados | D N B Q (BMT Brighton Line) 2 3 4 5 (IRT Eastern Parkway Line)                                                                                     | LIRR Atlantic Branch en Terminal Atlántica                                                   |
| Hace paradas todo el tiempo | Union Street                                 |                            | N |                                                                                              |
| Hace paradas todo el tiempo | Ninth Street                                 |                            | N F G (IND Culver Line en Fourth Avenue) |                                                                                              |
| Hace paradas todo el tiempo | Prospect Avenue                              |                            | N |                                                                                              |
| Hace paradas todo el tiempo | 25th Street                                  |                            | N |                                                                                              |
| Hace paradas todo el tiempo | 36th Street-4th Avenue                       |                            | D N |                                                                                              |
| Hace paradas todo el tiempo | 45th Street                                  |                            | N |                                                                                              |
| Hace paradas todo el tiempo | 53rd Street                                  |                            | N |                                                                                              |
| Hace paradas todo el tiempo | 59th Street                                  |                            | N |                                                                                              |
| Hace paradas todo el tiempo | Bay Ridge Avenue                             |                            | |                                                                                              |
| Hace paradas todo el tiempo | 77th Street                                  |                            | |                                                                                              |
| Hace paradas todo el tiempo | 86th Street                                  |                            | |                                                                                              |
| Hace paradas todo el tiempo | Bay Ridge–95th Street                        |                            | |                                                                                              |